# Centre de recherche de Juliers
 (novembre 2018).
 (13 avril 2018).

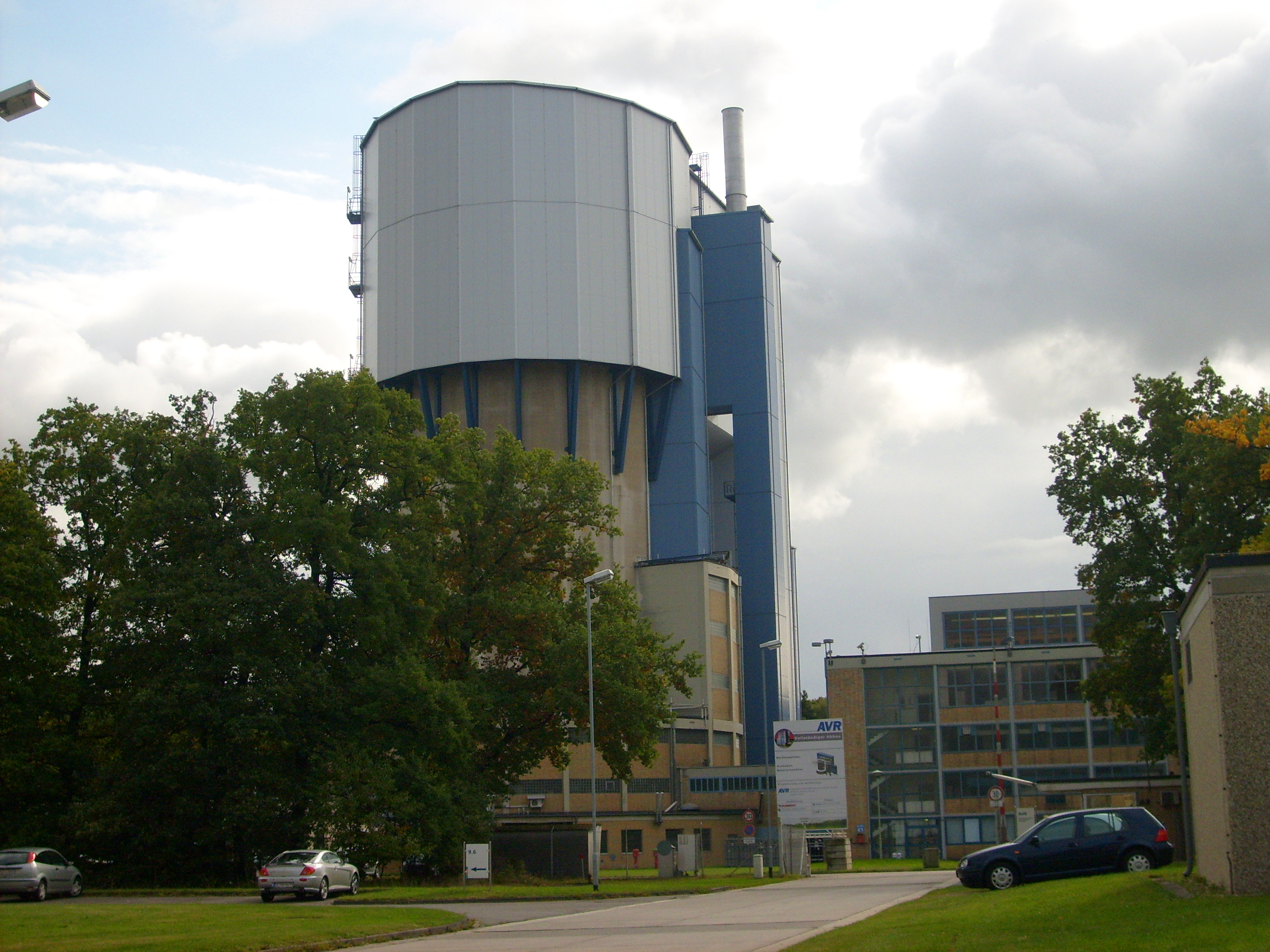
Réacteur AVR.

Le Centre de recherche de Juliers (en allemand : Forschungszentrum Jülich GmbH) est un des membres de la Helmholtz-Gemeinschaft (Association des centres nationaux de recherche Hermann von Helmholtz) et un des plus grands centres de recherche interdisciplinaires d'Europe. Il a été fondé le 11 décembre 1956 par l'État fédéral de Rhénanie-du-Nord-Westphalie et enregistré comme association, avant de devenir en 1967 le « Centre de recherche nucléaire de Juliers » (Kernforschungsanlage Jülich GmbH). En 1990, le nom de l'association a été changé pour celui de Forschungszentrum Jülich GmbH.
Le centre a connu un accident, avec contamination radioactive en 1978. Le site d’Ahaus d'accueil de déchets radioactifs doit recevoir à partir de 2011[Passage à actualiser], 152 conteneurs Castor entreposés dans le centre de recherche de Juliers qui doit être décontaminé à la suite de cet accident.

## Implantation

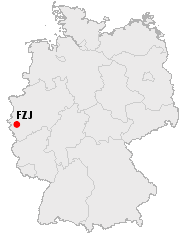
Localisation du Centre de recherche de Juliers en Allemagne

Le Centre est situé au milieu de la forêt de Stetternich à Juliers (arrondissement de Düren, Rheinland). Il couvre une superficie de 2,2 kilomètres carrés (voir la carte).

## Financement
Le budget annuel du Centre est approximativement de 360 millions d'euros. Ces dotations publiques se répartissent entre le gouvernement fédéral (90 %) et l'État fédéral de Rhénanie-du-Nord-Westphalie (10 %).

## Personnel/effectif
Le Centre emploie (en 2006) plus de 4 300 personnes dans les disciplines suivantes : physique, chimie, biologie, médecine et ingénierie. Elles travaillent sur les principes de base et les applications des domaines de la santé, de l'information, de l'environnement, et de l'énergie. Le personnel comprend environ 1 300 scientifiques, dont 400 doctorants, et 150 étudiants. Près de 800 personnes s'occupent de l'administration et des services, 350 des agences de direction de projet, et l'équipe technique comprend environ 1 500 membres, alors qu'environ 350 stagiaires sont formés dans une vingtaine de disciplines différentes.
Chaque année, près de 700 scientifiques de plus de 50 pays différents visitent le Centre.

### Enseignement et formations
En 2003, le Centre a dispensé à 367 personnes des formations dans 20 professions différentes. La proportion des formations a atteint 9 %, soit plus du double de la moyenne nationale allemande (pour les sociétés de plus de 500 employés). En coopération avec la RWTH Aachen et l'Aachen University of Applied Sciences, le Centre propose également des cours académiques et pratiques combinés. Après avoir réussi aux examens, les diplômés se voient offrir un emploi de six mois dans la profession qu'ils ont choisie. Entre 1959 et 2007, environ 3800 stagiaires ont effectué une formation dans plus de 25 professions.
Le Centre lui-même ne donne pas de conférence, mais conformément au modèle dit « de Jülich », les directeurs des instituts sont des professeurs appointés par les universités proches, dans une procédure conjointe avec l'état fédéral de Rhénanie-du-Nord-Westphalie (habituellement Aix-la-Chapelle, Bonn, Cologne, Düsseldorf, mais aussi des universités plus lointaines telles que Duisbourg-Essen ou Münster). En y donnant des conférences, ils peuvent remplir leurs obligations d'enseignement. De nombreux autres scientifiques du Centre qui ont obtenu leur habilitation ont aussi entrepris de donner des conférences dans les universités voisines. En coopération avec les universités, ce qui est connu sous le nom d'« écoles de recherches » (par exemple « École de Recherche Allemande en Sciences de la Simulation » avec l'université RWTH Aachen ou l'« École de Recherche Internationale Helmholtz de Biophysique et Matière molle » avec les universités de Cologne et de Düsseldorf) ont été fondées pour renforcer le support à la formation scientifique des étudiants.
La formation des assistants en technique mathématique fait exception. En coopération avec l'université des sciences appliquées d'Aix-la-Chapelle (campus Juliers), de nombreuses conférences exigées pour la licence en « programmation scientifique » sont données dans l'Institut central de mathématiques appliquées (ZAM) par des professeurs d'université et des instructeurs du ZAM. Pour les mastères en sciences subséquents, le même modèle s'applique et les conférences sont données par le personnel du ZAM.
Chaque année, le Centre reçoit pendant deux semaines l'École de Printemps de l'IFF (Institut für Festkörperphysik) qui fait le point des connaissances sur la physique de la matière condensée.

## Structure

### Organisation
En 2007, le Centre de recherche est organisé en :
- 7 instituts,
- 4 divisions centrales,
- 2 groupes de programmes,
- 2 projets, et
- 2 organisations de gestion de projets
  - Gestion de projets Juliers, et
  - Organisation de gestion de projets « énergie, technologie, développement durable » (ETN).

### Conseils de direction
En 2006, les différents conseils participant à la direction du Centre sont :
- la réunion des partenaires,
- le comité de supervision,
- le comité de direction, composé de 
  - Prof. Achim Bachem (président)
  - Dr Ulrich Krafft (président délégué), et
- le conseil scientifique et technique.

## Recherche
La recherche à Juliers se divise en quatre domaines : santé, information, environnement et énergie. Les différents instituts et groupes de projets se classent dans cinq champs de recherche, avec chacun son propre directeur :
- Santé : Directeur de recherche, Prof. Karl Zilles,
  - Institut de neurosciences et biophysique,
    - Biophysique cellulaire (INB-1),
    - Biophysique moléculaire (INB-2),
    - Médecine (INB-3),
    - Chimie atomique (INB-4),

  - Institut de biotechnologie (IBT),
- Information : directeur de recherche, Prof. H. Müller-Krumbhaar,
  - Institut de bio- et nanosystèmes (IBN),
  - Institut de recherche en physique des solides (IFF),
- Environnement : directeur de recherche, Prof. U. Schurr,
  - Institut de chimie et dynamique de la géosphère (ICG),
    - Stratosphère (ICG-1),
    - Troposphère (ICG-2),
    - Phytosphère (ICG-3),
    - Agrosphère (ICG-4),
    - Systèmes sédimentaires (ICG-5),
- Énergie : directeur de recherche, Detlev Stöver,
  - Institut de recherche sur l'énergie (IEF),
    - Synthèses et traitement de la matière (IEF-1),
    - Microstructure et propriétés de la matière (IEF-2),
    - Cellules de combustibles (IEF-3),
    - Physique des plasmas (IEF-4),
    - Énergie photovoltaïque (IEF-5),
    - Recherche en sécurité et technologie des réacteurs (IEF-6),
    - Analyse des systèmes et évaluation technologique (IEF-STE),
    - Projet cellules de combustibles (IEF-PBZ),
    - Projet fusion nucléaire (IEF-KFS),
- Compétences-clé : directeur de recherche, Prof. Hans Lüth,
  - Informatique scientifique Institut de simulation avancée :
    - Centre de superordinateur de Juliers (JSC),
    - Institut d'informatique John von Neumann (NIC),

  - Physique :
    - Institut de recherche en physique des solides (IFF),
    - Institut de physique nucléaire (IKP),
    - Centre de science des neutrons de Juliers (JCNS),
    - Centre de microscopie et spectroscopie électronique Ernst Ruska (ER-C).

En 2007, le prix Nobel de physique est décerné à Peter Grünberg et Albert Fert pour leur découverte indépendante de la magnétorésistance géante. Grünberg est maître de recherche au Centre de recherche de Juliers.

## Grands instruments

### Cooler Synchrotron COSY
COSY (Cooler Synchrotron, en français Synchrotron à refroidisseur) est un accélérateur de particules et anneau de stockage (de 184 m de circonférence) permettant d'accélérer les protons et les atomes d'hydrogène lourd et exploité par l'Institut de Physique nucléaire (IKN) du centre de recherche.
COSY se distingue par ce que l'on appelle un refroidisseur de faisceau, qui réduit la déviation des particules sur leur parcours prédéterminé (qui se comprend également comme le mouvement thermique des particules) en utilisant le refroidissement électronique et stochastique. COSY comprend un certain nombre d'installations expérimentales permettant d'étudier la physique des hadrons. Figurent parmi celles-ci le spectromètre magnétique ANKE, le spectromètre de vol TOF et le détecteur universel WASA, qui a été transféré en 2005 de COSY vers l'anneau de stockage du Svedberg Labor (TSL) de l'université d'Uppsala, en Suède. C'est un des seuls accélérateurs de niveau énergétique intermédiaire disposant des deux types de refroidissements, électronique et stochastique.
Il est utilisé par les chercheurs allemands et ceux d'instituts de recherche étrangers à des stations cibles internes et externes. C'est l'une des installations de recherche utilisées pour des recherches en collaboration ayant reçu le support du ministère fédéral allemand de l'Éducation et de la Recherche.

### Réacteur de recherche FRJ-2

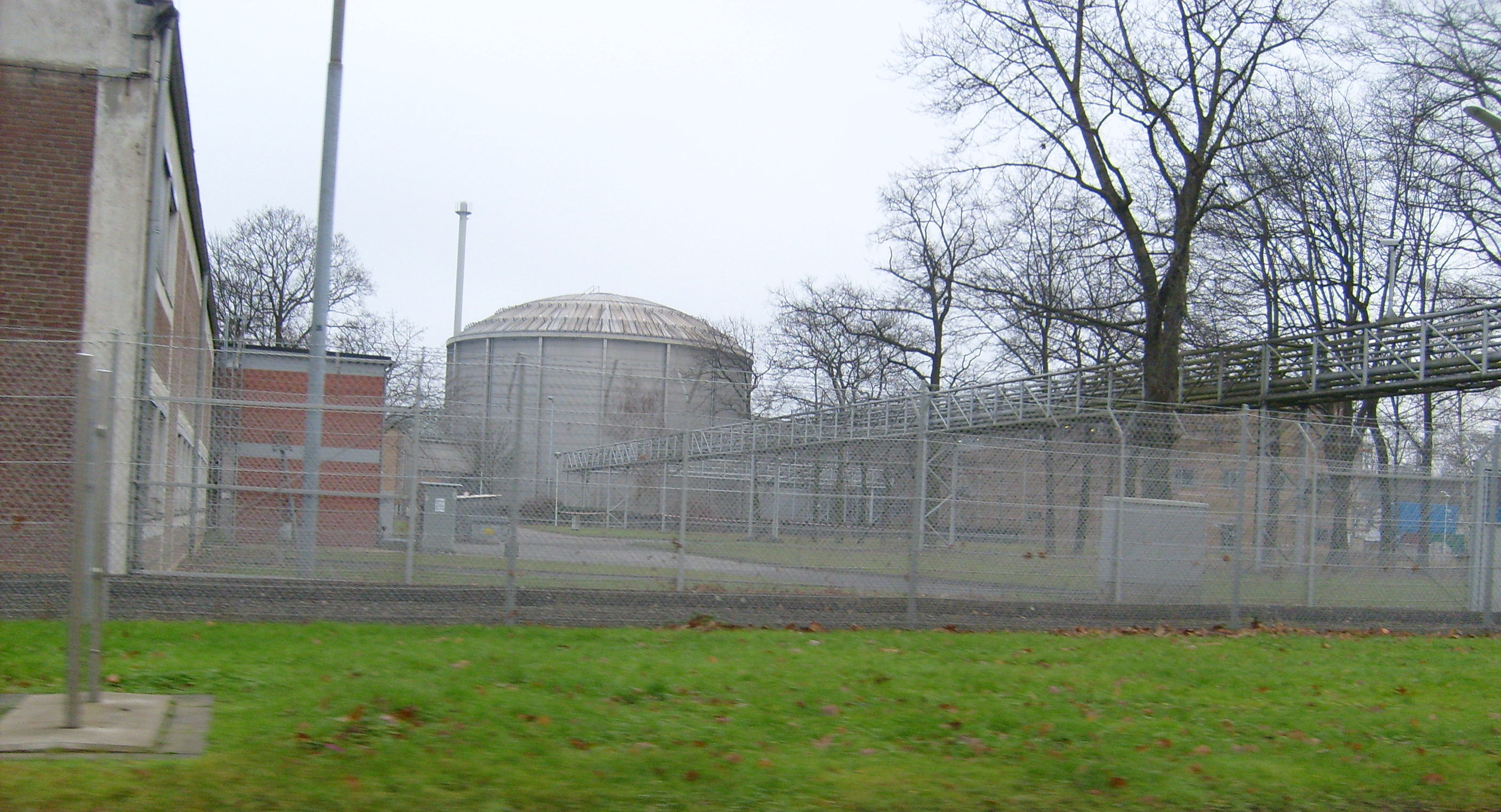
Le réacteur de recherche FRJ-2

FRJ-2 était un réacteur de la classe DIDO (qui utilisent de l'uranium enrichi comme combustible métallique et de l'eau lourde aussi bien comme modérateur de neutrons que comme liquide de refroidissement primaire. Un réflecteur de neutrons en graphite encercle également le cœur). Il a servi pour des expériences sur la diffusion des neutrons. Il était exploité par la Division Centrale des Réacteurs de Recherche (ZFR). Classé comme la source de neutrons la plus puissante de l'Association Helmholtz, FRJ-2 était d'abord utilisé pour mener des expériences de dispersion et de spectroscopie des matières condensées.
FRJ-2 a été fermé le 2 mai 2006, après près de 44 années (ou 18 875 jours) d'exploitation. Les installations de FRJ-2 ont été démontées une pièce après l'autre et transférées au réacteur de recherche FRM-II de Munich.

### Super-ordinateurs
Les super-ordinateurs suivants ont tous été exploités à Juliers par l'Institut central de mathématiques appliquées (ZAM), dans le cadre de l'Institut d'informatique John von Neumann (NIC).

#### JUGENE - Système Petascale BlueGene/P
JUGENE (en) fonctionne depuis l'automne 2007. C'est un ordinateur IBM de type Blue Gene/P. Il a démarré officiellement en février 2008. Ses 65 000 processeurs ont atteint 220 TFlops. À son démarrage, c'était l'ordinateur le plus rapide d'Europe et le deuxième au monde. Le 26 mai 2009, JUGENE récemment perfectionné fut dévoilé. Il intègre 294 912 cœurs de processeurs, une mémoire de 144 téraoctets, et une mémoire de masse de 6 pétaoctets répartie dans 72 racks. Avec une performance en pointe de l'ordre de un pétaFLOPS, il est actuellement (novembre 2009) le quatrième ordinateur le plus rapide au monde, derrière KRAKEN (en) (installé au NISC, université du Tennessee à Knoxville), IBM Roadrunner (Laboratoire national de Los Alamos, Nouveau-Mexique), et Jaguar (en) à l'Oak Ridge National Laboratory du Département de l'Énergie, également à Knoxville, tous les trois aux États-Unis).

#### JUROPA
JuRoPA (Jülich Research on Petascale Architecture) est un super-ordinateur en clusters (en grappe) à base d'Intel Xeon X5570, avec une performance de pointe de 308 TFLOPS, et une mémoire de masse de 79 téraoctets. Au classement mondial des ordinateurs les plus rapides, il détient actuellement la 13e place, et vient au 3e rang en Europe et au 4e hors États-Unis.

#### JUBL
JUBL (Jülich BlueGene/L) était un super-ordinateur massivement parallèle basé sur l'architecture Blue Gene/L d'IBM, avec 16 384 processeurs, (8 192 nodes chacun avec deux processeurs) et une mémoire morte de 4,1 téraoctets (512 mégaoctets par node). En pointe, ses performances pouvaient atteindre un niveau (Rppointe) de 45,87 TFLOPS. Le niveau de performance LINPACK (Rmax) est 37.33 TFLOPS. Au moment de sa mise en service officielle, JUBL était le 6e ordinateur le plus puissant au monde.

#### JUICE
JUICE (Juelich Initiative Cell Cluster) est opérationnel depuis le printemps 2007. C'est un cluster basé sur des microprocesseurs Cell d'IBM. Douze lames QS20 (en) avec 24 CPU à cellules et une RAM de 12 Go qui fournissent un niveau de performance LINPACK de 4,8 TFLOPS par seconde. Le cluster utilise des cartes Infiniband Mellanox 4x et un switch Voltaire à 24 ports pour une communication à grande vitesse.

#### IBM p690 Cluster Jump
Le super-ordinateur IBM p690 Cluster Jump massivement parallèle est opérationnel depuis début 2004.
Avec 1 312 processeurs (41 nodes chacun avec 32 processeurs) et 5 téraoctets de mémoire interne (128 gigaoctets par node), l'ordinateur peut atteindre des performances maximum de 5,6 TFLOPS, ce qui le plaçait en 30e position mondiale des ordinateurs les plus performants à son inauguration. Les nodes sont liés ensemble par des switchs à haute performance (HPS). Avec un système de données globalement parallèle, les applications ont accès à plus de 60 téraoctets de d'espace de stockage et une cassette de stockage intégrée d'une capacité d'un pétaoctets. L'IBM p690 Cluster Jump tourne avec le système d'exploitation AIX 5.1.
Un nouveau bâtiment de 1 000 m2 a été construit spécialement pour l'IBM p690 Cluster Jump à côté de l'Institut central de mathématiques appliquées.

#### CRAY SV1ex
Le CRAY SV1ex n'est plus opérationnel. C'était un ordinateur vectoriel, successeur du CRAY J90, utilisé de 1996 à 2002. Il représentait l'étape suivante dans la série des ordinateurs vectoriels parallèles avec mémoire partagée CRAY X-MP, Y-MP and C90. Avec 16 CPU et une mémoire interne de 32 gigaoctets, les performances du CRAY SV1ex atteignaient 32 GFLOPS. Son système d'exploitation était UNICOS 10.0. Cet ordinateur a été mis à l'arrêt le 30 juin 2005.

#### CRAY J90
L'ordinateur vectoriel CRAY J 90, qui n'est plus exploité, était utilisé comme serveur de fichiers. Il disposait de 12 processeurs, une mémoire interne de 12 gigaoctets et revendiquait un niveau de performance de 3 GFLOPS. CRAY J90 tournait également sous le système d'exploitation UNICOS 10.0 et il fut également mis à l'arrêt le 30 juin 2005.

### Le tokamak TEXTOR
TEXTOR (Tokamak EXperiment for Technology Oriented Research, en français Expérience tokamak pour la recherche orientée sur la technologie) est une expérience conduite à l'aide d'un tokamak sur les interactions des murs de plasma, menée par l'Institut de Recherche sur l'Énergie-Physique des Plasmas (IEF-4) du Centre.
TEXTOR est utilisé pour des recherches en fusion nucléaire. Dans ces expériences, l'hydrogène est chauffé à des températures allant jusqu'à 50 mégakelvins, où il adopte l'état de plasma. L'interaction de ce plasma avec les parois qui l'entourent fait partie des recherches conduites avec cette expérience de tokamak. Les connaissances accumulées feront principalement l'objet d'applications dans le futur projet de réacteur expérimental de fusion ITER, en cours de construction à Cadarache (France), avec l'aide du Centre de Recherche de Juliers.

### Tomographe à résonance magnétique à 4 teslas
L'Institut de Neurosciences et Biophysique - Médecine (INB3) dispose depuis 2004 d'un tomographe à résonance magnétique (MRT) fonctionnant avec un champ magnétique de 4 teslas. C'est l'un des plus puissants appareils en Europe. De plus, les deux autres tomographes (1,5 et 3 teslas) sont toujours utilisés pour de l'imagerie fonctionnelle (fMRT) ; ils sont consacrés à l'étude de problèmes neurologiques, neuropsychologiques et psychiatriques.
En 2007, la construction d'un autre tomographe à 3 teslas avec application TEP a commencé.
Une fois les financements approuvés, un scanner à 9,4 teslas, combiné avec un TEP sera construit. Cet appareil sera le plus puissant tomographe à résonance magnétique en Europe (un autre tomographe avec la même intensité existe déjà aux États-Unis).

### Chambre de simulation atmosphérique SAPHIR

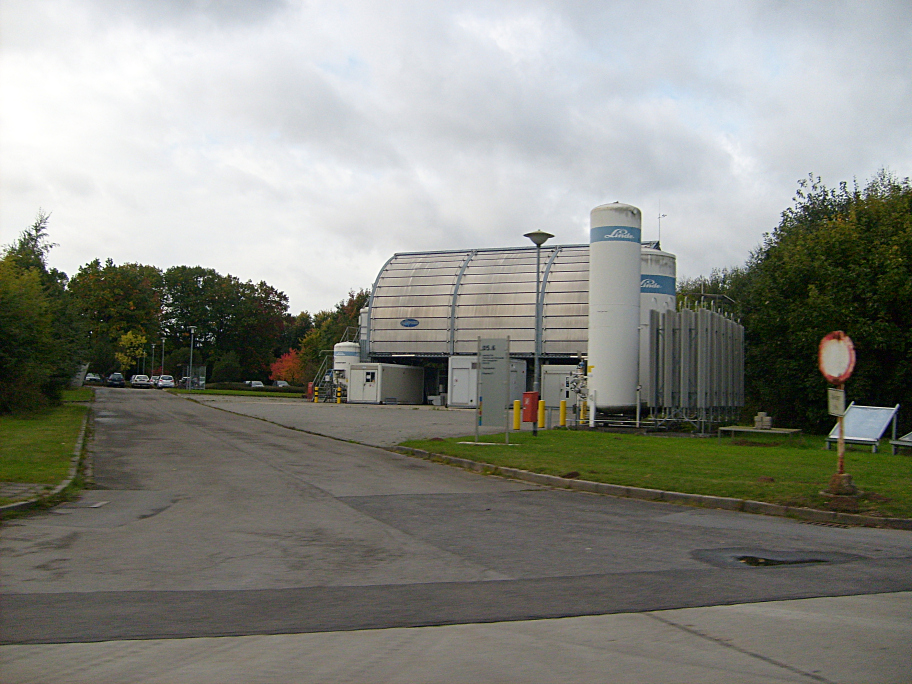
SAPHIR

Dans la chambre de 20 m de long de SAPHIR (Simulation of Atmospheric PHotochemistry In a large Reaction Chamber, en français : Simulation de la photochimie atmosphérique dans une grande chambre de réaction), un groupe de l'Institut de Chimie et Dynamique de la Géosphère - Troposphère (ICG II) procède à des investigations sur les réactions photochimiques dans l'atmosphère terrestre.

### Installation expérimentale pour la culture des plantes PhyTec
Depuis 2003, une serre à l'avant-garde de technologie est disponible au Centre. La transparence maximum des vitrages (supérieure à 95 %) est obtenue dans la bande spectrale importante pour la photosynthèse, grâce à un verre spécial et l'application d'une couche anti-reflet. De plus, les rayons UV-B peuvent traverser les panneaux vitrés. La concentration de CO2 peut être augmentée ou diminuée dans deux chambres, l'humidité peut manipulée, et la température maintenue à 25 °C même en pleine été quand le soleil brille en permanence. Les scientifiques de l'Institut de chimie et dynamique de la Géosphère- Phytosphère (ICG III) simulent ici différents scénarios climatiques et étudient leurs influences sur les processus critiques pour les plantes, tels que la croissance, le transport, les processus d'échange avec l'atmosphère et les sols, et les interactions biotiques.

### Lignes dédiées sur des synchrotrons
L'institut de recherche en physique du solide (Institut für Festkörperforschung, IFF) dispose d'instruments ou de lignes de lumière dédiées sur d'autres synchrotrons :
- BL5 U-250-PGM à DELTA (Dortmund)
- UE56/1-SGM à BESSY (en) (Berlin)
- MuCAT à l'APS (Argonne, États-Unis)
- JUSIFA à HASYLAB (Hambourg)

## Projets de recherches futures

### Modèles d'atmosphères pour les recherches sur le climat CLaMS
La compréhension des processus chimiques atmosphériques constitue la base de nombreux modèles climatiques. Les recherches sur l'environnement au Centre de Juliers étudient la chimie de l'atmosphère avec des avions, des ballons et des satellites. Ils utilisent leurs découvertes pour établir des modèles chimiques tels que CLaMS (en) (Chemical Lagrangian Model of the Stratosphère, en français Modèle chimique Lagrangien de la stratosphère), qui sont ensuite utilisés dans des simulations sur super-ordinateurs.

### Séparation du dioxyde de carbone MEM-BRAIN
En coopération avec les organismes de recherche partenaires, le Centre développe des membranes céramiques. Ces membranes pourront être utilisées dans les centrales de production d'énergie pour filtrer les gaz produits et retenir efficacement le dioxyde de carbone.

### Facilité d'accès aux ressources informatiques UNICORE
De nos jours, les traitements informatiques et le stockage des données sont fréquemment disséminés entre un grand nombre de systèmes, de centre informatique, et même de pays. De ce fait, la science et l'industrie nécessitent des outils qui faciliteront et sécuriseront l'accès et l'échange de ces ressources. UNICORE  de Juliers est un de ces ensembles de logiciels de grille informatique.

## Infrastructures
En parallèle des institutions de recherche et des grands équipements détaillés ci-dessus, le Centre de recherche de Juliers dispose d'un certain nombre d'unités d'infrastructure et d'institutions centrales chargées des tâches quotidiennes permettant son fonctionnement, savoir :
- Division de la Finance et du Contrôle (F)
- Division du Personnel (P)
- Division de la Règlementations et des Brevets (R)
- Division de la Gestion des Opérations (B)
- Division de la Sécurité et de la Protection aux Rayonnements (S)
- Division des Achats et du Matériel (M)
- Division de l'Organisation et de la Planification (O)
- Communications Institutionnelle (UK)
- Institut Centrale des Mathématiques Appliquées (ZAM)
- Division Centrale de la Technologie (ZAT)
- Division Centrale de Chimie Analytique (ZCH)
- Division Centrale des Réacteurs de Recherche (ZFR)
- Institut Central d'Électronique (ZEL)
- Bibliothèque Centrale (ZB).